# Odontoloma metasternale
Odontoloma metasternale là một loài bọ cánh cứng trong họ Bọ hung (Scarabaeidae).